# Черноликие
Черноликие (тат. Кара йөзләр/Kara yözlär) — повесть Народного поэта БАССР Мажита Гафури, принесшая ему наибольшую известность.

## История
Впервые опубликована в 1927 году в Казани на татарском языке на 140 страницах.
Позже переведена и впервые опубликована на башкирском языке на основе латинской графики в Уфе в 1933 году.
В повести «Черноликие» описаны реальные события, происходивших в родной деревне писателя в конце XIX века.
В годы господства коммунистической партии произведение служило в целях атеистической пропаганды.

## Краткое содержание
В повести освящена трагическая судьба женщины, догматы исламского мироустройства в татаро-башкирском обществе 90-х годов XIX века.
Главные герои повести — девушка Галима и её возлюбленный, деревенский юноша Закир. Красивая девушка Галима полюбила Закира. Их мечте о счастливой семейной жизни препятствуют сыновья богачей и мулла-хазрет. Свидание влюбленных послужило достаточным условием для их обвинения в нарушении законов шариата и вероотступничестве. Отец девушки, Фахри изгоняет дочь из дома. Закир вынужденно уезжает в город. Галима не выносит позора, сходит с ума и тонет в проруби. Закира избивают, после чего он заболевает туберкулезом легких.

## Использование
По мотивам повести в Башкирском драматическом театре был поставлен спектакль «Черноликие». Первая постановка спектакля состоялась 5 мая 1938 года.
В Башкирской АССР в 1965 году поставлен балет «Черноликие» в постановке ленинградского балетмейстера Хашима Мустаева.
По мотивам повести в 1980 году в Башкирском театре кукол поставлен кукольный спектакль «Галима» в постановке режиссёра Владимира Штейна.
По мотивам повести в 1981 году композитором Б. Г. Мулюковым написана одноименная опера (либретто Гарая Рахима), которая поставлена в Татарском театре оперы и балета в 1982 году.
В 2016 году спектакль по мотивам повести «Черноликие» Башкирского театра драмы имени Мажита Гафури удостоен премии «Золотая маска» в номинации «Лучшая работа художника по костюму».